# جیسون دونالد (بازیکن بیسبال)
جیسون دونالد (انگلیسی: Jason Donald؛ زادهٔ ۴ سپتامبر ۱۹۸۴) بازیکن بیس‌بال اهل ایالات متحده آمریکا است.
وی در مسابقات کشوری و بین‌المللی در مجموع برندهٔ ۱ مدال برنز شده‌است.